# Don't Turn Away
Don't Turn Away é o álbum de estreia da banda Face to Face, lançado em 1992.

## Faixas
Todas as faixas por Trever Keith e Matt Riddle.
1. "You've Done Nothing" — 1:59
2. "I'm Not Afraid" — 2:44
3. "Disconnected" — 3:27
4. "No Authority" — 2:42
5. "I Want" — 3:00
6. "You've Got a Problem" — 2:47
7. "Everything is Everything" — 3:08
8. "I'm Trying" — 2:52
9. "Pastel" — 3:13
10. "Nothing New" — 3:26
11. "Walk Away" — 2:09
12. "Do You Care?" — 3:01
13. "1,000 X" — 2:32

## Créditos
- Trever Keith — Guitarra, vocal
- Matt Riddle — Baixo, vocal de apoio
- Rob Kurth — Bateria